# Quiet Nights (Diana Krall-album)
Quiet Nights är jazzsångerskan och pianisten Diana Kralls nionde album. Hon samarbetar här med arrangören Claus Ogerman. Albumets titel kommer från den engelska namnet på bossa nova-låten Corcovado av Antonio Carlos Jobim.

## Låtlista
1. Where or When (Richard Rodgers/Lorenz Hart) – 4:10
2. Too Marvelous for Words (Richard Whiting/Johnny Mercer) – 4:05
3. I've Grown Accustomed to His Face (Frederick Loewe/Alan Jay Lerner) – 4:48
4. The Boy from Ipanema (Antonio Carlos Jobim/Vinicius de Moraes/Norman Gimbel) – 4:54
5. Walk on By (Burt Bacharach/Hal David) – 5:03
6. You're My Thrill (Jay Gorney/Sidney Clare) – 5:47
7. Este Seu Olhar (Antonio Carlos Jobim) – 2:45
8. So Nice (Marcos Kostenbader Valle/Paulo Sérgio Valle/Norman Gimbel) – 3:52
9. Quiet Nights (Antonio Carlos Jobim/Gene Lees) – 4:45
10. Guess I'll Hang My Tears Out to Dry (Jule Styne/Sammy Cahn) – 4:59
11. How Can You Mend a Broken Heart (Barry Gibb/Robin Gibb) – 4:30
12. Every Time We Say Goodbye (Cole Porter) – 5:18

iTunes edition
1. For No One (John Lennon/Paul McCartney) – 2:58
2. I See Your Face Before Me (Howard Dietz/Arthur Schwartz) – 5:04

## Medverkande
| - Diana Krall – sång, piano - Nico Carmine Abondolo – basgitarr - Eun Mee Ahn – violin - Charlie Bisharat – violin - Caroline Campbell – violin - Darius Campo – violin - John Clayton – bas - Antony Cooke – cello - Larry Corbett – cello - Paulinho da Costa – slagverk - Mario de Leon – violin - Drew Dembowski – bas - Yue Deng – violin - Thomas Dienner – viola - Bruce Dukov – violin, konsertmästare - Earl Dumler – oboe - David Ewart – violin - Marlo Fisher – viola - James Freebarin-Smith – cello - Matt Funes – viola - Alan Grunfeld – violin - Jeff Hamilton – trummor - Reggie Hamilton – bas - Trevor Handy – cello - Peter Kent – violin - Steve Kujala – altflöjt, basflöjt - Razdan Kuyumijian – violin - Janet Lakatos – viola - Timothy Landauer – cello - Bill Lane – valthorn - Liane Mautner – violin | - Ed Meares – bas - Joe Meyer – valthorn - Todd Miller – valthorn - Dan Neufeld – viola - Helen Nightengale – violin - Claus Ogerman – dirigent - Sid Page – violin, konsertmästare - Joel Pargman – violin - Katia Popov – violin - Barbara Porter – violin - Sue Raney – bas - Steve Richards – cello - Gil Romero – violin - Geri Rotella – altflöjt, basflöjt - David Shostac – altflöjt, basflöjt - Dan Tobin Smith – cello - Tereza Stanislav – violin - Rudy Stein – cello - Shari Sutcliffe – contractor - Marda Todd – viola - Rick Todd – valthorn - Doug Tornquist – tuba - Cecilia Tsan – cello - Mari Tsumura – violin - Josephina Vergara – violin - David F. Walther – viola - Brad Warnaar – valthorn - Amy Wickman – violin - Anthony Wilson – gitarr - Evan Wilson – viola - Robert Zimmitti – vibrafon |

## Mottagande
Skivan fick ett svalt mottagande när den kom ut med ett snitt på 2,8/5 baserat på sex recensioner.

## Listplaceringar
| Lista (2009) | Topplacering |
| ------------ | ------------ |
| Sverige      | 18           |
| Norge        | 2            |
| Danmark      | 16           |
| Finland      | 35           |